# Geothlypis tolmiei
A Geothlypis tolmiei a madarak osztályának verébalakúak (Passeriformes) rendjébe és az újvilági poszátafélék (Parulidae) családjába tartozó faj.

## Rendszerezése
A fajt John Kirk Townsend amerikai ornitológus írta le 1839-ben, a Sylvia nembe Sylvia Tolmiei néven. Sorolták az Oporornis nembe Oporornis tolmiei néven is. Tudományos faji nevét William Fraser Tolmie skót tudósról kapta.

## Alfajai
- Geothlypis tolmiei monticola (A. R. Phillips, 1947)
- Geothlypis tolmiei tolmiei (J. K. Townsend, 1839)[2]

## Előfordulása
Észak-Amerika nyugati részén, Kanadában és az Amerikai Egyesült Államokban fészkel, telelni délre indul, eljut Mexikó, Nicaragua, Panama, Salvador és Kolumbia területére is. Természetes élőhelyei a tűlevelű erdők, mérsékelt övi erdők és cserjések.

## Megjelenése
Testhossza 13 centiméter, testtömege 8,6–12,6 gramm.
|  |

## Életmódja
Rovarokkal és más ízeltlábúakkal táplálkozik.

## Természetvédelmi helyzete
Az elterjedési területe rendkívül nagy, egyedszáma viszont csökken, de még nem éri el a kritikus szintet. A Természetvédelmi Világszövetség Vörös listáján nem fenyegetett fajként szerepel.